# Сморжів (Шептицький район)
Сморжі́в — село в Україні, у Лопатинській селищній громаді Шептицького району Львівської області. Населення становить 935 осіб.

## Історія
В селі є школа та дитячий садок. На околиці села розташована церква Вознесіння Господнього, що перебуває у користуванні релігійної громади Львівсько-Сокальської єпархії Української Православної Церкви (Православної Церкви України) парафії Вознесіння Господнього села Сморжів.
1980 року в селі встановлено пам'ятник загиблим землякам. Скульптор Володимир Ушаков, архітектор Андрій Шуляр. Є археологічна пам'ятка — поселення близько 1 тис. н. е.

## Населення

### Мова
Розподіл населення за рідною мовою за даними перепису 2001 року:
| Мова       | Кількість | Відсоток |
| ---------- | --------- | -------- |
| українська | 933       | 99,78%   |
| російська  | 1         | 0,11%    |
| вірменська | 1         | 0,11%    |
| Усього     | 935       | 100%     |

## Відомі люди
- Бойко Микола Трифонович — український радянський діяч, голова колгоспу «Прогрес» села Сморжів Радехівського району Львівської області. Герой Соціалістичної Праці. Заслужений працівник сільського господарства Української РСР.
- Буцманюк Юліан Лукич — український художник-монументаліст, учень Модеста Сосенка. Старшина УСС та УГА.